# Carglass
Carglass Sweden AB, som reparerar och byter bilglas, är ett företag som ingår i Belron-koncernen som finns i 40 länder under olika varumärken. I december 2024 hade företaget 111 verkstäder